# Väl mig i evighet
Väl mig i evighet är en gammal psalm i fyra verser av Salomon Liscovius från 1683 och översatt till svenska av Johannes Petraeus och tryckt 1693.
Psalmen inleds 1695 med orden:
Wäl migh i ewighet! nu känner siäl och sinne
Tröst, fägnad, frijd och roo
Melodin är ursprungligen publicerad i New Ordentlich Gesangbuch 1648. Melodin enligt 1697 års koralbok är (2/2, Ess-dur) av Johann Crüger från 1647, tryckt 1648 i hans Praxis pietatis melica som är samma som till den senare skrivna psalmen Med pelarstoder tolv står Herrens helga kyrka (1921 nr 529) och de gamla psalmerna O store Allmakts-Gud (1695 nr 324), Mitt hjärta, fröjda dig (1695 nr 299), Nu tacka Gud, allt folk (1695 nr 305) och O Gud, som skiftar allt (1695 nr 333). 
I 1937 års psalmbok anges att psalmen då sjungs till samma melodi som Jag vet på vem jag tror (1937 nr 363) och därmed också till Mitt skuldregister, Gud (1695 nr 256, 1937 nr 285).

## Publicerad i
- 1695 års psalmbok som nr 241 under rubriken "Om Gudz Nådh och Syndernas Förlåtelse".
- 1819 års psalmbok som nr 197 under rubriken "Nådens ordning: Omvändelsen: Trons seger, förtröstan och visshet om syndaförlåtelse".
- 1937 års psalmbok som nr 290 under rubriken "Tro, förlåtelse, barnaskap".